# Alba Gutiérrez
Alba Fernández Gutiérrez, conocida como Alba Gutiérrez (Madrid, 18 de febrero de 1994), es una actriz, bailarina, directora de cine y guionista española, conocida por protagonizar Acacias 38 a lo largo de su cuarta temporada y por interpretar actualmente a Inés Valbuena en La Moderna.

## Biografía
Alba Gutiérrez nació el 18 de febrero de 1994 en Madrid (España), hija de la directora, productora y guionista Chus Gutiérrez. Es sobrina de la coreógrafa y bailarina Blanca Li y sobrina del compositor Tao Gutiérrez.

## Carrera
Alba Gutiérrez ha estado actuando desde que era una niña. Protagonizó las películas Poniente (2002), El Calentito (2005) y Retorno a Hansala (2008), todas dirigidas por su madre Chus Gutiérrez. En 2013 protagonizó la película Cinema Verité Verité dirigida por Elena Manrique.
También ha actuado en varios cortometrajes y en 2016 se licenció en la RESAD (Real Escuela Superior de Arte Dramático) de Madrid. También completa su formación con cursos de danza clásica y contemporánea en la escuela Víctor Ullate Roche.
También ha actuado en numerosas obras de teatro, entre las que destacan La Vendimia De Los Sentidos (2014), Maldita Lisiasa (2014), La Familia a la Moda (2015), Las Noches de Madrid (2016), Achaques (2016), Love Room 102 (2017), Sueño de una Noche de Verano (2017), Barcelona 92 (2018), Tsunami (2018) y Recuersos Inhumanos (2018).
De 2018 a 2019 fue protagonista de la telenovela Acacias 38, interpretando el papel de Lucía Alvarado, una joven heredera que se enamora del cura Telmo Martínez (interpretado por Dani Tatay).
En 2019 y 2020 protagonizó la telenovela Amar es para siempre en el papel de Marina Crespo Solano y posteriormente, en 2021, también en el spin-off #Luimelia, junto a Paula Usero y Carol Rovira.
En el 2020 apareció en Rol & Rol, un documental sobre el empoderamiento de la mujer, dirigido por su madre Chus Gutiérrez.
En 2021 escribe y dirige su primer cortometraje XSmall, protagonizado por la actriz Paula Usero. El cortometraje ganó seis premios.
En 2022 protagonizó la película Sin ti no puedo, dirigida por su madre Chus Gutiérrez. También está en el elenco de la cuarta temporada de Madres. Amor y vida (serie de Mediaset España y distribuida en Prime Video España ) y en las dos series francesas Marion y Cuisine interne, estas últimas rodadas en París.
En 2023 participó en la serie Escándalo. Relato de una obsesión de Mediaset España, y la serie Entre tierras, versión española de La esposa.
A partir de ese mismo año entra a formar parte del elenco principal de la serie diaria La Moderna, en la que interpreta a Inés Valbuena, hermana de Laurita y sobrina de don Fermín.

## Filmografía

### Actriz

#### Cine
| Año  | Título               | Personaje           | Director       |
| ---- | -------------------- | ------------------- | -------------- |
| 2002 | Poniente             | Clara               | Chus Gutiérrez |
| 2005 | El Calentito         | Blanca              | Chus Gutiérrez |
| 2008 | Retorno a Hansala    | Clara               | Chus Gutiérrez |
| 2013 | Cinema Verité Verité | Hija de una policía | Elena Manrique |
| 2022 | Sin ti no puedo      | Recepcionista       | Chus Gutiérrez |
| 2023 | De Caperucita a loba | Chica Farola        | Chus Gutiérrez |

#### Televisión
| Año         | Título                            | Cadena      | Personaje                | Notas           |
| ----------- | --------------------------------- | ----------- | ------------------------ | --------------- |
| 2017        | Cuenta Conmigo                    |             |                          | Episodio piloto |
| 2018 - 2019 | Acacias 38                        | La1         | Lucía Alvarado           | 208 episodios   |
| 2019 - 2020 | Amar es para siempre              | Antena 3    | Marina Crespo Solano     | 253 episodios   |
| 2021        | #Luimelia                         | Atresplayer | Marina Crespo Solano     | 10 episodios    |
| 2022        | Madres. Amor y vida               | Prime Video | Eugenia Jiménez          | 6 episodios     |
| 2022        | Marion                            | 13ème Rue   | Brigitte Nill            | 6 episodios     |
| 2022        | Cuisine interne                   | 13ème Rue   | Penelope Llore           | 2 episodios     |
| 2023        | Escándalo. Relato de una obsesión | Telecinco   | Ana Blanes               | 8 episodios     |
| 2023        | Mía es la venganza                | Telecinco   | Blanca Cobo              | 107 episodios   |
| 2023        | Entre tierras                     | Antena 3    | Inés                     | 3 episodios     |
| 2023 - 2025 | La Moderna                        | La 1        | Inés Valbuena Villanueva | 300 episodios   |

#### Web TV
| Año  | Título          | Personaje | Notas      |
| ---- | --------------- | --------- | ---------- |
| 2013 | Nadia en Cuesta | Kaya      | 1 episodio |

#### Cortometrajes
| Año  | Título                                                    | Personaje   | Director                             |
| ---- | --------------------------------------------------------- | ----------- | ------------------------------------ |
| 2009 | Sin pensarlo dos veces                                    |             | Chus Gutiérrez                       |
| 2010 | Me gustaría estar enamorada... a veces me siento muy sola |             | Chus Gutiérrez                       |
| 2010 | Mi primer amanecer                                        |             | Chus Gutiérrez                       |
| 2021 | Realidad                                                  | Aitor Gata  |                                      |
| 2021 | Post mortem                                               | Pablo Perea |                                      |
| 2022 | Knock                                                     | Sara        | Leticia Barrios y Guillermo Bacariza |

#### Documentales
| Año  | Título    | Director       | Notas        |
| ---- | --------- | -------------- | ------------ |
| 2020 | Rol & Rol | Chus Gutiérrez | Entrevistada |

#### Videoclips
| Año  | Título | Autor           |
| ---- | ------ | --------------- |
| 2020 | Fácil  | Nya de la Rubia |

### Directora

#### Cortometrajes
| Año  | Título | Directora      |
| ---- | ------ | -------------- |
| 2022 | XSmall | Alba Gutiérrez |

### Guionista

#### Cortometrajes
| Año  | Título | Guionista      |
| ---- | ------ | -------------- |
| 2022 | XSmall | Alba Gutiérrez |

## Teatro
| Año       | Título                          | Director              | Notas                     |
| --------- | ------------------------------- | --------------------- | ------------------------- |
| 2014      | La Vendimia De Los Sentidos     | Junta Castilla y León |                           |
| 2014      | La Biblioteca de Alonso Quijano | A Maravilla           |                           |
| 2014      | Maldita Lisiasa                 | Rafael Doctor Roncero |                           |
| 2015      | El Conjuro del Agua             |                       |                           |
| 2015      | Pepin Machine                   | Juan Gómez            |                           |
| 2015      | La Familia a la Moda            | Roberto Rodríguez     |                           |
| 2016      | Las Noches de Madrid            | Javier Sauquillo      |                           |
| 2016      | Achaques                        | Pablo Gallego         |                           |
| 2016      | Ionesco 4G                      | Hernán Gené           |                           |
| 2017      | Love Room 102                   |                       | Microteatro               |
| 2017      | Sueño de una Noche de Verano    | P. Montenegro         |                           |
| 2017      | Historia Sórdita                | Ana De Vera           |                           |
| 2018      | Barcelona 92                    | Emmanuel Medina       |                           |
| 2018      | Dios tiene coño                 |                       |                           |
| 2018      | Tsunami                         |                       |                           |
| 2018      | Recuersos Inhumanos             | Aitor Gata            |                           |
| 2019      | Tres Sombreros de Copa          | Natalia Menéndez      | Centro Dramático Nacional |
| 2019      | Sábado 7 - Realidad             | Aitor Gata            | Teatro Alfil              |
| 2020-2021 | Nou                             | Miguel Ángel Romo     |                           |